# 福泉市
福泉市位于中国贵州省中部，黔南布依族苗族自治州北部，贵阳市以东约60千米处。介于东经107°14′24″--107°45′35″和北纬26°32′28″--27°02′23″之间。东邻凯里市和黄平县，南与麻江县接壤，西界贵定、龙里、开阳三县，北与瓮安县相连。南北最长55.2千米，东西最宽52.1千米。总面积1688平方千米。全市辖9镇6乡2个办事处16个居委会60个村委会。总人口31.67万人，其中非农业人口6.2万人，少数民族人口8.54万人。有汉、苗、布依、侗、彝、水等25个民族。

## 历史
殷周时期，是梁州、荆州商裔，越领且兰国地。春秋战国时期置且兰县，隋唐五代置宾化县，宋代为黎峨里寨，明先后为平越安抚司、军民指挥司、贵州新镇道、平越军民府。天啟年間的平越貢生奚榮先撰寫了平越最早的地方志二十卷《平越府志》。清置平越直隶州。1913年改为平越县，1953年改为福泉县，1996年12月2日经国务院批准撤县设市。

## 行政区划
福泉市下辖2个街道办事处、5个镇、1个乡：
金山街道、马场坪街道、凤山镇、陆坪镇、龙昌镇、牛场镇、道坪镇和仙桥乡。

## 交通

### 公路
210国道
205省道

### 铁路
交通有沪昆铁路通過